# Quentalia cachiana
Quentalia cachiana är en fjärilsart som beskrevs av William Schaus. Quentalia cachiana ingår i släktet Quentalia och familjen silkesspinnare. Inga underarter finns listade.